# Maniitsoq (Aasiaat)
Maniitsoq [maˈniːt͡sɔq] (nach alter Rechtschreibung Manîtsoĸ) ist eine wüst gefallene grönländische Siedlung im Distrikt Aasiaat in der Kommune Qeqertalik.

## Lage
Maniitsoq liegt auf einer großen gleichnamigen Insel, die das Nordende des Archipels im Distrikt bildet und in die Diskobucht hineinreicht. 15 km nordwestlich befindet sich Kitsissuarsuit und 6 km südlich Kommunehauptort Aasiaat.

## Geschichte
Maniitsoq war schon lange bewohnt und es finden sich alte Ruinen in der Gegend. Im 18. Jahrhundert lebten hier viele Grönländer, die von der Jagd auf Weißwale und Sattelrobben lebten. 1785/86 fiel die gesamte Bevölkerung einer Epidemie zum Opfer. 1794 war der Ort wieder von 28 Menschen bewohnt. 1805 hatte er 43 Einwohner, drei Jahre später war er aber verlassen. 1812 besuchte Carl Ludwig Giesecke die Insel. In den 1820er Jahren lebten wieder Menschen in Maniitsoq, 1829 war der Ort aber wieder verlassen. Erst in der zweiten Hälfte des 19. Jahrhunderts wurde der Ort neu besiedelt.
1915 lebten 57 Menschen am Wohnplatz, die in acht Häusern wohnten. Es gab 16 Jäger im Ort, von denen einer nebenher als Katechet tätig war. Manche der Jäger arbeiteten nebenher in Aasiaat, um überleben zu können. Einige der Frauen galten als gute Flechterinnen und Näherinnen. Bis 1943 lag die Einwohnerzahl zwischen 43 und 57 Personen, bevor sie stärker fiel. 1952 verließen die letzten 16 Bewohner den Wohnplatz.
Bis 1950 war Maniitsoq der einzige weitere Ort der Gemeinde Egedesminde. Bei der anschließenden Verwaltungsreform wurde der Wohnplatz zum Teil der Gemeinde Aasiaat, wurde aber nur ein Jahr später verlassen.

## Söhne und Töchter
- Nathanael Steenholdt (1874–1919), Landesrat